# Saison 3 de Castle
Chronologie
Saison 2 Saison 4
Cet article présente les vingt-quatre épisodes de la troisième saison de la série télévisée américaine Castle.

## Synopsis
Richard Castle, un célèbre écrivain de romans policiers, en a assez de narrer les exploits de son héros, Derrick Storm. À la surprise générale, il décide de le faire tuer dans son tout dernier livre. C'est lors de la soirée organisée par son éditeur qu'il est contacté par le lieutenant de police Kate Beckett. Celle-ci, lectrice assidue de la série des Derrick Storm, est chargée d'enquêter sur une série de meurtres qui copient ceux imaginés par Castle dans certains de ses romans. L'affaire résolue, Castle obtient de son ami le maire l'autorisation de participer, en tant que consultant, aux prochaines enquêtes du lieutenant Beckett. La personnalité de la jeune femme le fascine et il voit en elle l'héroïne d'une nouvelle série de romans policiers, Nikki Hard (Nikki Heat en V. O.)…
Au fur et à mesure de leurs enquêtes communes, R.Castle et K.Beckett tomberont progressivement amoureux l'un de l'autre, tout en cherchant à dissimuler leurs sentiments.

## Distribution

### Acteurs principaux
- Nathan Fillion (VF : Guillaume Orsat) : Richard « Rick » Castle
- Stana Katic (VF : Anne Massoteau) : le lieutenant Katherine « Kate » Beckett
- Jon Huertas (VF : Serge Faliu) : le lieutenant Javier Esposito
- Seamus Dever (VF : Pierre Tessier) : le lieutenant Kevin Ryan
- Tamala Jones (VF : Nadine Bellion) : Dr Lanie Parish
- Ruben Santiago-Hudson (VF : Sylvain Lemarié) : le capitaine Roy Montgomery
- Molly Quinn (VF : Adeline Chetail) : Alexis Castle, la fille de Castle
- Susan Sullivan (VF : Évelyne Séléna) : Martha Rodgers, la mère de Castle

### Acteurs récurrents
- Victor Webster : Dr Josh Davidson, médecin humanitaire, petit-ami du Lieutenant Katherine « Kate » Beckett et rival de Castle
- Juliana Dever (VF : Valérie Nosrée) : Jenny Duffy-O'Malley (2 épisodes)
- Danny Nucci (VF : Sébastien Finck) : Gilbert Mazzara (2 épisodes)
- Ken Baumann (VF : Thomas Sagols) : Ashley, le petit ami d'Alexis

### Invités
- Bess Armstrong : Paula Casillas (épisode 2)
- Mercedes Masöhn : Marina Casillas (épisode 2)
- Rachel Boston : Penny Marchant (épisode 2)
- Patricia Tallman : Vivien Marchant (épisode 2)
- Jason Beghe : Mike Royce (épisode 3)
- Brian Krause : Aaron Roe (épisode 3)
- Andrew Leeds : Adam Murphy (épisode 4)
- Eden Riegel : Rachel Goldstein (épisode 4)
- Muse Watson : Ivan Podofski (épisode 4)
- Victor Webster : Josh Davidson (épisode 4)
- Lee Tergesen : Marcus Gates (épisode 6)
- Carmen Argenziano : Mario Rivera (épisode 8)
- Gattlin Griffith : Tyler Donegal (épisode 8)
- John Pyper-Ferguson : Dean Donegal (épisode 8)
- Lance Henriksen : Benny Stryker (épisode 9)

## Diffusions
La diffusion francophone a débuté :
- En Suisse, à partir du 11 mars 2011 à raison d'un épisode par semaine sur TSR1[1].
- En Belgique, à partir du 11 mai 2011 avec deux épisodes par semaine sur RTL-TVI[2].
- En France, à partir du 5 septembre 2011 avec deux épisodes par semaine sur France 2[3].
- Au Québec, à partir du 25 novembre 2011 sur Séries+.

## Liste des épisodes

### Épisode 1:Présumé coupable
- États-Unis /  Canada : 20 septembre 2010 sur ABC / CTV[4]
- Suisse : 11 mars 2011 sur TSR1[1]
- Belgique : 11 mai 2011 sur RTL-TVI[5]
- France : 5 septembre 2011 sur France 2[3]
- Québec : 25 novembre 2011 sur Séries+[6]

- États-Unis : 10,70 millions de téléspectateurs[7] (première diffusion)
- Canada : 1,92 million de téléspectateurs[8] (première diffusion)
- France : 5,17 millions de téléspectateurs (première diffusion)

- Charlene Amoia (Ana Marie)
- Gino Cafarelli (Dean Carbino)
- Ethan Erickson (Xander Foyle)
- Craig Gellis (Earl Moreland)
- Lisa O'Hare (Kitty Canary / Carla Weaser)
- Michael Rady (Evan Murphy)

Le premier épisode de cette saison a été suivi par près de 12 millions de téléspectateurs sur ABC, aux États-Unis. Face à cette audience, la chaîne a commandé 2 épisodes supplémentaires pour la saison.

### Épisode 2:Mort par prédiction
- États-Unis /  Canada : 27 septembre 2010 sur ABC / CTV
- Suisse : 18 mars 2011 sur TSR1[9]
- Belgique : 18 mai 2011 sur RTL-TVI[5]
- France : 5 septembre 2011 sur France 2[3]
- Québec : 2 décembre 2011 sur Séries+

- États-Unis : 11,08 millions de téléspectateurs[10] (première diffusion)
- Canada : 1,82 million de téléspectateurs[11] (première diffusion)
- France : 4,78 millions de téléspectateurs (première diffusion), en 2e partie de soirée.

- Bess Armstrong (Paula Casillas)
- Bre Blair (Toni Johnston)
- Rachel Boston (Penny Marchand)
- David Gianopoulos (Albert Moreno)
- Evan Helmuth (Nick Johnston)
- Kieren Hutchison (Cody Donnelly)
- Mercedes Masöhn (Marina Casillas)
- Rick Ravanello (Steve Adams)
- Paige Rowland (Loreen Carter)
- Patricia Tallman (Vivien Marchand)

### Épisode 3:Rencontre avec le passé
- États-Unis /  Canada : 4 octobre 2010 sur ABC / CTV
- Suisse : 25 mars 2011 sur TSR1[12]
- Belgique : 25 mai 2011 sur RTL-TVI[5]
- France : 12 septembre 2011 sur France 2[3]
- Québec : 9 décembre 2011 sur Séries+

- États-Unis : 10,83 millions de téléspectateurs[13] (première diffusion)
- Canada : 1,8 million de téléspectateurs[14] (première diffusion)
- France : 5,01 millions de téléspectateurs (première diffusion)

- Jason Beghe (Mike Royce)
- Sophina Brown (Gayle Carver)
- James Handy (Clifford Stuckey)
- Brian Krause (Père Arron Roe)
- Keith Robinson (Random Pierce)

### Épisode 4:Duel à l'ancienne
- États-Unis /  Canada : 11 octobre 2010 sur ABC / CTV
- Suisse : 1er avril 2011 sur TSR1[15]
- Belgique : 25 mai 2011 sur RTL-TVI[5]
- France : 12 septembre 2011 sur France 2[3]
- Québec : 16 décembre 2011 sur Séries+

- États-Unis : 10,66 millions de téléspectateurs[16] (première diffusion)
- Canada : 1,66 million de téléspectateurs[17] (première diffusion)
- France : 4,7 millions de téléspectateurs (première diffusion)

- Ken Baumann (Ashley)
- Ramon De Ocampo (Owen Peterson)
- Thomas Kopache (Abe Sandrich)
- Andrew Leeds (Adam Murphy)
- Jen Lilley (Julia Foster)
- Ian Nelson (Troy Kenworth)
- Jim Piddock (Henry)
- Randal Reeder (Roland D'Andre)
- Eden Riegel (Rachel Goldstein)
- Eugene Shaw (Joe)
- Muse Watson (Ivan Podofski)
- Victor Webster (Josh Davidson)

- Un hommage a été rendu à Stephen J. Cannell producteur des séries L'Agence tous risques ou 21 Jump Street, entre autres.
- La chanson que l'on entend pendant la séance de tir où sont testées les armes anciennes est Kiss Kiss Bang Bang par Nitzer Ebb.

### Épisode 5:Anatomie d’un assassinat / Anatomie d'un meurtre
- États-Unis /  Canada : 18 octobre 2010 sur ABC / CTV
- Suisse : 8 avril 2011 sur TSR1[18]
- Belgique : 1er juin 2011 sur RTL-TVI[5]
- France : 19 septembre 2011 sur France 2[3]
- Québec : 23 décembre 2011 sur Séries+

- États-Unis : 10,95 millions de téléspectateurs[19] (première diffusion)
- Canada : 1,74 million de téléspectateurs[20] (première diffusion)

- Michael Cassidy (Greg McClintock)
- Brea Cola (Docteur Imani Phelps)
- Erin Fleming (Amy Porter)
- Bo Foxworth (Leonard Maloney)
- Cynthia Frost (Tova)
- Sara Holden (Docteur Valerie Monroe)
- John Kassir (M. Dreyfus)
- Nathan Lam (Rabbi)
- A. Martinez (Cesar Calderon)
- Allyssa Maurice (Docteur Lissa Akerman)
- Monet Mazur (Gina Griffin)
- Carlos Sanz (Manuel Calderon)
- William Allen Young (Jerry Camden)

- Cet épisode multiplie les références à des séries télévisées médicales, comme l'évocation d'un docteur "Rhonda Shimes", un mélange du nom de la créatrice de Grey's Anatomy Shonda Rhimes et de 2 personnages de cette série, « Docteur Mamour alias Derek Sheperd et Docteur Glamour alias Mark Sloan ». L'apparition d'une docteur marchant avec une béquille rappelle également le Dr House ou un personnage de la série Urgences, la Dr Kerry Weaver.
- La chanson qui accompagne le dernier dialogue entre Castle, Beckett et Esposito est "You Know It's True" par Jules Larson.

### Épisode 6:Triple tueur
- États-Unis /  Canada : 25 octobre 2010 sur ABC / CTV
- Suisse : 15 avril 2011 sur TSR1[21]
- Belgique : 1er juin 2011 sur RTL-TVI[5]
- France : 26 septembre 2011 sur France 2[3]
- Québec : 30 décembre 2011 sur Séries+

- États-Unis : 11,32 millions de téléspectateurs[22] (première diffusion)
- Canada : 1,28 million de téléspectateurs[23] (première diffusion)

- Anne Marie Howard (Angela Russo)
- Brian Klugman (Paul McCardle)
- Michael Mosley (Jerry Tyson)
- Joe O'Connor (Cal Townsend)
- Lee Tergesen (Marcus Gates)
- Ping Wu (Docteur Lee)

### Épisode 7:Célèbre à tout prix
- États-Unis /  Canada : 1er novembre 2010 sur ABC / CTV
- Suisse : 22 avril 2011 sur TSR1[24]
- Belgique : 8 juin 2011 sur RTL-TVI[5]
- France : 3 octobre 2011 sur France 2[3]
- Québec : 6 janvier 2012 sur Séries+

- États-Unis : 11,27 millions de téléspectateurs[25] (première diffusion)
- Canada : 1,92 million de téléspectateurs[26] (première diffusion)

- Philip Anthony-Rodriguez (Michael Grant)
- Adriana DeMeo (Bella Lombardo)
- Sam Doumit (Mandy Carson)
- Gideon Emery (Lloyd Saunders)
- Blake Gibbons (Billy Grimm)
- Clint Glenn (Hans Von Mannschaft)
- David Barry Gray (Bert Kramer)
- Kelsey Gunn (Sarah Lieberman)
- Austin Highsmith (Camille Roberts)
- Mary Page Keller (Rebecca Dalton)
- Samantha Quan (Kathleen Park)
- Corey Saunders (Derek Brookner)
- Christina Vidal (Jamie Ruiz)

- Castle fait référence pendant l'épisode à « Doogie Howser », personnage de la série Docteur Doogie, interprété par Neil Patrick Harris, avec qui Nathan Fillion a joué dans la web-série, Dr. Horrible's Sing-Along Blog.

### Épisode 8:Sous haute tension
- États-Unis /  Canada : 8 novembre 2010 sur ABC / CTV
- Suisse : 29 avril 2011 sur TSR1[27]
- Belgique : 8 juin 2011 sur RTL-TVI[5]
- France : 10 octobre 2011 sur France 2[3]
- Québec : 13 janvier 2012 sur Séries+

- États-Unis : 10,83 millions de téléspectateurs[28] (première diffusion)
- Canada : 1,7 million de téléspectateurs[29] (première diffusion)

- Carmen Argenziano (Mario Rivera)
- Ken Baumann (Ashley)
- David Dean Bottrell (Byron H. Singer)
- Ever Carradine (Mirielle Lefcourt)
- Presciliana Esparolini (Teresa De La Torre)
- Gattlin Griffith (Tyler Donegal)
- Rick Hearst (Docteur Elliot Lefcourt)
- Paul Jerome (Robert Kincaid)
- Christopher May (Arthur Sansone)
- Al Pugliese (Le vendeur de bretzels)
- John Pyper-Ferguson (Dean Donegal)
- Steve Rizzo (Thomas Mestrick)

### Épisode 9:La vérité est ailleurs
- États-Unis /  Canada : 15 novembre 2010 sur ABC / CTV
- Suisse : 6 mai 2011 sur TSR1[30]
- Belgique : 15 juin 2011 sur RTL-TVI[5]
- France : 31 octobre 2011 sur France 2[3]
- Québec : 20 janvier 2012 sur Séries+

- États-Unis : 9,98 millions de téléspectateurs[31] (première diffusion)
- Canada : 1,7 million de téléspectateurs[32] (première diffusion)

- Nicole Bilderback (en) (Joy Harrison)
- Jeanette Brox (Ayyana Holder)
- Lance Henriksen (Benny Stryker)
- Neil Hopkins (Ted Carter)
- J. David Krassner (Bob Linden)
- James Ellis Lane (Agent Eastman)
- Will Leong (Ung Kyu)
- Lyle Lovett (Agent Westfield)
- Karl T. Wright (Docteur Chuck Vaughn)

- Le titre original de cet épisode est un jeu de mots avec le titre original du film Rencontres du troisième type à savoir Close Encounters of the Third Kind.
- Cet épisode multiplie les références à la série X-Files : Aux frontières du réel.
- Un des acteurs invités, Lance Henriksen, a interprété l'androïde Bishop dans le film Aliens, le retour réalisé par James Cameron, ainsi que le personnage principal de la série Millennium, créée par Chris Carter à l'instar de X-Files.

### Épisode 10:L’Ombre du passé
- États-Unis /  Canada : 6 décembre 2010 sur ABC / CTV
- Suisse : 13 mai 2011 sur TSR1[33]
- Belgique : 15 juin 2011 sur RTL-TVI[5]
- France : 17 octobre 2011 sur France 2[3]
- Québec : 27 janvier 2012 sur Séries+

- États-Unis : 7,63 millions de téléspectateurs[34] (première diffusion)
- Canada : 1,71 million de téléspectateurs[35] (première diffusion)

- Alexandra Barreto (Annie Swift)
- Jillian Clare (Gracie)
- Rand Holdren (Pete Mucha)
- Ritu Lal (Jill)
- Nathaniel Marston (Grant vyro)
- Oliver Muirhead (Steven Heisler)
- Chris Mulkey (Wilbur Pittorino)
- Sam Page (Brian Elliott)
- Guy Wilson (Jeffrey McGuigan)

### Épisode 11:Dans la peau de Nikki
- États-Unis /  Canada : 3 janvier 2011 sur ABC / CTV
- Suisse : 20 mai 2011 sur TSR1[36]
- Belgique : 22 juin 2011 sur RTL-TVI[5]
- France : 24 octobre 2011 sur France 2[3]
- Québec : 3 février 2012 sur Séries+

- États-Unis : 9,61 millions de téléspectateurs[37] (première diffusion)
- Canada : 1,69 million de téléspectateurs[38] (première diffusion)

- Randall Batinkoff (Brad Williams)
- Thomas Calabro (Scott Donner)
- Juliana Dever (Jenny Duffy-O'Malley)
- Tymberlee Hill (Julie Taylor)
- Stephen Macht (Bill Wellington)
- David Parker (Duke Jones)
- Laura Prepon (Natalie Rhodes)
- Melody Thomas Scott (Tonya Wellington)
- Kelly Thiebaud (Chloe Graves)

- Après le record d'audience de près de 10 millions de téléspectateurs sur la chaîne ABC, celle-ci a commandé une quatrième saison pour la série.
- Bien que créditée, Tamala Jones n'apparait pas dans cet épisode.

### Épisode 12:Abracadabra!
- États-Unis /  Canada : 10 janvier 2011 sur ABC / CTV
- Suisse : 27 mai 2011 sur TSR1[39]
- Belgique : 22 juin 2011 sur RTL-TVI[5]
- France : 7 novembre 2011 sur France 2[3]
- Québec : 10 février 2012 sur Séries+

- États-Unis : 9,05 millions de téléspectateurs[40] (première diffusion)
- Canada : 1,78 million de téléspectateurs[41] (première diffusion)
- France : 6,11 millions de téléspectateurs (première diffusion)

- Chadwick Boseman (Chuck Russell)
- Brett Cullen (Christian Dahl)
- Carrie Genzel (Naomi Dahl)
- Jeff Hephner (Edmund et Zalman Drake)
- Vanessa Lengies (Eliza Winter)
- Gilles Marini (Tobias Strange)
- Lenny Schmidt (Jerome Aspenall)
- Adrian Sparks (Thaddeus Magnus)

### Épisode 13:Une nouvelle piste
- États-Unis /  Canada : 24 janvier 2011 sur ABC / CTV
- Suisse : 3 juin 2011 sur TSR1[42]
- Belgique : 29 juin 2011 sur RTL-TVI[5]
- France : 14 novembre 2011 sur France 2[3]
- Québec : 17 février 2012 sur Séries+

- États-Unis : 9,08 millions de téléspectateurs[43] (première diffusion)
- Canada : 1,85 million de téléspectateurs[44] (première diffusion)
- France : 5,83 millions de téléspectateurs (première diffusion)

- Jonathan Adams (Vulcan Simmons)
- Brian Goodman (en) (Gary McCallister)
- John Kapelos (Joe Pulgatti)
- Max Martini (Hal Lockwood)
- Brian Norris (Chad Rodrick)
- Joel Polis (John Raglan)
- Chryssie Whitehead (Kathy Moore)

- Cet épisode voit le premier baiser entre Castle et Beckett ; quoiqu'il s'agisse d'un stratagème pour distraire l'attention d'un geôlier, les deux protagonistes se montrent particulièrement impliqués et troublés !
- C'est également à la fin de cet épisode que pour répondre à Beckett qui le remercie de l'avoir sauvée, Castle prononce pour la première fois ce qui sera la devise de leur amour : « Always » (« Toujours ! », « Pour toujours ! »)[45].
- C'est aussi le premier épisode depuis le pilote où Beckett appelle Castle « Rick », et cette fois ce n'est pas ironique (il s'agit de la scène où elle lui demande pourquoi il continue à la seconder, et qu'il n'ose pas répondre — silence qu'elle interprète parfaitement).
- La chanson qui accompagne les dernières scènes (Beckett remerciant Castle de l'avoir sauvée, puis allant menacer "Lockwood" en prison) est Rise, par The Frames.

### Épisode 14:Grosses Infortunes
- États-Unis /  Canada : 7 février 2011 sur ABC / CTV
- Suisse : 10 juin 2011 sur TSR1[46]
- Belgique : 29 juin 2011 sur RTL-TVI[5]
- France : 21 novembre 2011 sur France 2[3]
- Québec : 24 février 2012 sur Séries+

- États-Unis : 9,26 millions de téléspectateurs[47] (première diffusion)
- Canada : 1,8 million de téléspectateurs[48] (première diffusion)
- France : 6,21 millions de téléspectateurs (première diffusion)

- Ned Bellamy (Logan Meech)
- Wilmer Calderon (en) (Marvin Osminkowski)
- Clare Carey (Noreen Hixton)
- Alastair Duncan (Reginald Easley)
- John Hemphill (Tom Walters)
- Brian Michael Jones (Ty Page)
- Rachel Melvin (Nicole Hixton)
- Joe Reegan (Shawn York)
- J. Salome Martinez Jr (Todd Shipley)
- Gregalan Williams (Jim Van-Eps)
- Josh Wingate (Greg Page)

### Épisode 15:Avis contraire
- États-Unis /  Canada : 14 février 2011 sur ABC / CTV
- Suisse : 17 juin 2011 sur TSR1[49]
- Belgique : 6 juillet 2011 sur RTL-TVI[5]
- France : 28 novembre 2011 sur France 2[3]
- Québec : 2 mars 2012 sur Séries+

- États-Unis : 8,75 millions de téléspectateurs[50] (première diffusion)
- Canada : 1,75 million de téléspectateurs[51] (première diffusion)
- France : 6,47 millions de téléspectateurs (première diffusion)

- Andrea Bogart (Callie Langston)
- Alicia Coppola (Amber Patinelli)
- Jack Dimich (Morris Hasberg)
- Efrain Figueroa (Ray Salazar)
- Marlene Forte (Blanca)
- Tom Irwin (Simon Campbell)
- Michelle Anne Johnson (Greta Bailey)
- Ethan Phillips (James Farnham)
- Jason Wiles (Damian Westlake)

### Épisode 16:Piégés
- États-Unis /  Canada : 21 février 2011 sur ABC / CTV
- Suisse : 24 juin 2011 sur TSR1[52]
- Belgique : 6 juillet 2011 sur RTL-TVI[5]
- France : 5 décembre 2011 sur France 2[3]
- Québec : 9 mars 2012 sur Séries+

- États-Unis : 8,99 millions de téléspectateurs[53] (première diffusion)
- Canada : 1,71 million de téléspectateurs[54] (première diffusion)
- France : 6,3 millions de téléspectateurs (première diffusion)

- Alon Aboutboul (Fariq Yusef)
- Matt Bushell (Leeman Jones)
- Lochlyn Munro (Kevin McCann)
- Adrian Pasdar (Agent Mark Fallon)
- Bahar Soomekh (Nazihah Alhabi)
- Victor Webster (Josh Davidson)
- David Weidoff (Craig)

- Cet épisode et le suivant, Menace sur New York, forment une seule et même histoire. La narration ainsi que le rythme sont une référence à 24 heures chrono.

### Épisode 17:Menace sur New York
- États-Unis /  Canada : 28 février 2011 sur ABC / CTV
- Belgique : 13 juillet 2011 sur RTL-TVI[5]
- Suisse : 27 octobre 2011 sur TSR1[55]
- France : 5 décembre 2011 sur France 2[3]
- Québec : 16 mars 2012 sur Séries+

- États-Unis : 10,11 millions de téléspectateurs[56] (première diffusion)
- Canada : 2,28 millions de téléspectateurs[57] (première diffusion)
- France : 6,5 millions de téléspectateurs (première diffusion)

- Alon Aboutboul (Fariq Yusef)
- Monica Keena (Charlene McCann)
- Piter Marek (Jamal Alhabi)
- Lochlyn Munro (Kevin McCann / Radford Hayes)
- Adrian Pasdar (Agent Mark Fallon)
- Bahar Soomekh (Nazihah Alhabi)
- Victor Webster (Josh Davidson)

- Cet épisode et le précédent (Piégés) forment une seule et même histoire. La narration ainsi que le rythme sont une référence à 24 heures chrono.
- Approximativement au 3/4 de l’épisode, Esposito cite deux noms, Evan Bauer et Jack Cochran ; en prenant le nom du premier et le prénom du second, on obtient « Jack Bauer », nom du personnage principal de 24 heures chrono.
- Bien que créditée, Tamala Jones n'apparait pas dans cet épisode.

### Épisode 18:Cruel comme un soap
- États-Unis /  Canada : 21 mars 2011 sur ABC / CTV
- Belgique : 20 juillet 2011 sur RTL-TVI[5]
- Suisse : 27 octobre 2011 sur TSR1[1]
- France : 12 décembre 2011 sur France 2[3]
- Québec : 23 mars 2012 sur Séries+

- États-Unis : 12,03 millions de téléspectateurs[58] (première diffusion)
- Canada : 1,92 million de téléspectateurs[59] (première diffusion)
- France : 6,5 millions de téléspectateurs (première diffusion)

- Corbin Bernsen (Lance Buchanan)
- Rebecca Budig (Mandy Bronson)
- David Eigenberg (Peter Connelly)
- Colleen Foy (Lauren Goldberg)
- Tina Majorino (Reese Harlan)
- Cameron Mathison (Vince Bowers)
- Jane Seymour (Gloria Chambers)
- Jodi Taffel (Carrie Albert)
- James C. Victor (Johnny Dimes)

- Le rock entendu au début de l'épisode (quand Castle découvre Martha s'agitant dans la cuisine) est Takin' Care of Business par Bachman-Turner Overdrive.
- Bien que crédité, Ruben Santiago-Hudson n'apparait pas dans cet épisode.

### Épisode 19:Un homme en colère
- États-Unis /  Canada : 28 mars 2011 sur ABC / CTV
- Belgique : 13 juillet 2011 sur RTL-TVI[5]
- Suisse : 3 novembre 2011 sur TSR1[60]
- France : 19 décembre 2011 sur France 2[3]
- Québec : 30 mars 2012 sur Séries+

- États-Unis : 12,56 millions de téléspectateurs[61] (première diffusion)
- Canada : 1,78 million de téléspectateurs[62] (première diffusion)
- France : 6,2 millions de téléspectateurs (première diffusion)

- Bruce Davison (Procureur Louis Arnacki)

- Le titre original de cet épisode, (Law and Murder), est un jeu de mots qui fait allusion à la série Law and Order (connue en France sous le nom New York, police judiciaire).
- Bruce Davison, qui interprète le procureur Louis Arnacki, a joué dans New York, unité spéciale.

### Épisode 20:Tranches de mort
- États-Unis /  Canada : 4 avril 2011 sur ABC / CTV
- Belgique : 20 juillet 2011 sur RTL-TVI[5]
- Suisse : 3 novembre 2011 sur TSR1[60]
- France : 26 décembre 2011 sur France 2[3]
- Québec : 6 avril 2012 sur Séries+

- États-Unis : 11,45 millions de téléspectateurs[63] (première diffusion)
- Canada : 1,95 million de téléspectateurs[64] (première diffusion)
- France : 6,36 millions de téléspectateurs (première diffusion)

- Gary Basaraba (Ralph Carbone)
- Peter Onorati (Sal Malavolta)
- John Ciccolini (Vinnie Delfino)
- Joe Guzaldo (Luca Sabalini)
- Liz Vassey (Monica Wyatt)
- Gregg Daniel (Walt Shaw)
- Darin Brooks (Nick Jr. Carbone)
- Beth Behrs (Ginger)
- Alton Clemente (server)
- Stephan Smith Collins (Harley Romero)

### Épisode 21:Eau trouble
- États-Unis /  Canada : 11 avril 2011 sur ABC / CTV
- Belgique : 27 juillet 2011 sur RTL-TVI[5]
- Suisse : 10 novembre 2011 sur TSR1[65]
- France : 2 janvier 2012 sur France 2[3]
- Québec : 13 avril 2012 sur Séries+

- États-Unis : 12,33 millions de téléspectateurs[66] (première diffusion)
- Canada : 2 millions de téléspectateurs[67] (première diffusion)
- France : 6,61 millions de téléspectateurs (première diffusion)

- Justin Bruening (Rob "Rocket" Tredwyck)
- Erik Palladino (Coach Rome)
- Brendan Hines (Alex Conrad)
- Andrew Lawrence (Tommy Marcone)
- Josie Loren (Bridget McManus)
- Ben Bledsoe (Brian Morris)
- Michael Connelly (lui-même)
- Dennis Lehane (lui-même)

### Épisode 22:En quête de justice
- États-Unis /  Canada : 2 mai 2011 sur ABC / CTV
- Belgique : 27 juillet 2011 sur RTL-TVI[5]
- Suisse : 10 novembre 2011 sur TSR1[65]
- France : 9 janvier 2012 sur France 2[3]
- Québec : 20 avril 2012 sur Séries+

- États-Unis : 12,11 millions de téléspectateurs[68] (première diffusion)
- France : 6,3 millions de téléspectateurs (première diffusion)

- Gene Simmons (lui-même)
- Dominic Purcell (Russell Ganz)
- D. B. Sweeney (Detective Kyle Seeger)
- Todd Sherry (Maurice)
- Jason George (Charles Kelvin)
- Justice Gamble (Ochoa (Esposito dans le film))
- Ryan Deal (Raley (Ryan dans le film))
- Jason Beghe (Mike Royce)
- Julia Voth (Violet Young)

- La scène où Beckett rentre — à regret — dans sa chambre du palace à Los Angeles, en espérant que Castle viendra l'y rejoindre, est illustrée musicalement par la chanson Come and find me de Josh Ritter, dont les paroles sont en accord avec la situation.
- En ce qui concerne la scène où Kate émerge spectaculairement de la piscine pour séduire le meurtrier, c'est la chanson rock The other side, par Sloan, qui est utilisée.
- Pendant la séquence finale, quand Beckett lit la lettre de Royce dans l'avion, on entend une chanson du groupe Pearl Jam : Just Breathe.
- Dans l'est du Canada, cet épisode a été diffusé à 20 h afin de couvrir les résultats d'élections.
- Bien que créditées, Susan Sullivan et Molly Quinn n'apparaissent pas dans cet épisode.

### Épisode 23:Mort d'une miss
- États-Unis /  Canada : 9 mai 2011 sur ABC / CTV
- Belgique : 3 août 2011 sur RTL-TVI[5]
- Suisse : 17 novembre 2011 sur TSR1[69]
- France : 16 janvier 2012 sur France 2[3]
- Québec : 27 avril 2012 sur Séries+

- États-Unis : 12,60 millions de téléspectateurs[70] (première diffusion)
- Canada : 1,89 million de téléspectateurs[71] (première diffusion)
- France : 6,28 millions de téléspectateurs (première diffusion)

- Michael McKean (Victor Baron)
- Sasha Roiz (Bobby Stark)
- Teri Polo (Kayla Baron)
- Ken Baumann (Ashley)
- Arye Gross (M.E. Perlmutter)
- Bellamy Young (Candace Ford)
- Jonathan Slavin (en) (Justin Hankel)
- Amanda Schull (Joy Jones)

### Épisode 24:La Traque
- États-Unis /  Canada : 16 mai 2011 sur ABC / CTV
- Belgique : 3 août 2011 sur RTL-TVI[5]
- Suisse : 17 novembre 2011 sur TSR1[69]
- France : 23 janvier 2012 sur France 2[3]
- Québec : 4 mai 2012 sur Séries+[72]

- États-Unis : 12,93 millions de téléspectateurs[73] (première diffusion)
- Canada : 1,93 million de téléspectateurs[74] (première diffusion)
- France : 6,79 millions de téléspectateurs (première diffusion)

- Max Martini (Hal Lockwood)
- Brian Goodman (en) (Gary McCallister)
- Scott Paulin (Jim Beckett)
- Matt McTighe (Chuck Ryker)

## Informations sur le coffretDVD
- Intitulé du coffret : Castle - saison 3
- Éditeur :
- Nombres d'épisodes : 24
- Nombres de disques : 6
- Image : Couleur, plein écran, 1,78 : 1
- Format : 16/9 (compatible 4/3), PAL
- Audio : Dolby Digital 2.0
  - Langues :
  - Sous-titres :
- Durée :
- Bonus :
- Dates de sortie :
  -  États-Unis : 20 septembre 2011
  -  France : 30 novembre 2011